# Teyuwasu
Teyuwasu — сомнительный род ящеротазовых динозавров верхнетриасовой эпохи. В настоящее время изучен слишком мало; единственный типовой вид — Teyuwasu barbarenai, известен по костям конечностей (бедра и голени), обнаруженным в Бразилии.
Голотип BSP AS XXV 53-54 приписан университету Людвига Максимилианса в Мюнхене. Остатки Teyuwasu были первоначально, в 1938 году, определены Фридрихом фон Хюне как остатки этозавра Hoplitosuchus. В 1999 году E. E. Kischlat выделил их как новый род и вид динозавров. Teyuwasu означает «большая ящерица» на языке тупи, видовое название дано в честь доктора Марио Косты Барберены (M. C. Barberena), южноамериканского палеонтолога. 
В 2004 году M. C. Langer пометил Teyuwasu как nomen dubium.